# Morochuco

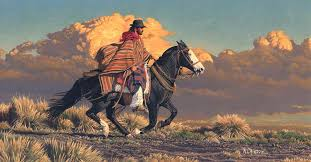
Morochuco, vaqueros de las llanuras de los Andes peruanos, participó en la historia y las guerras del Perú

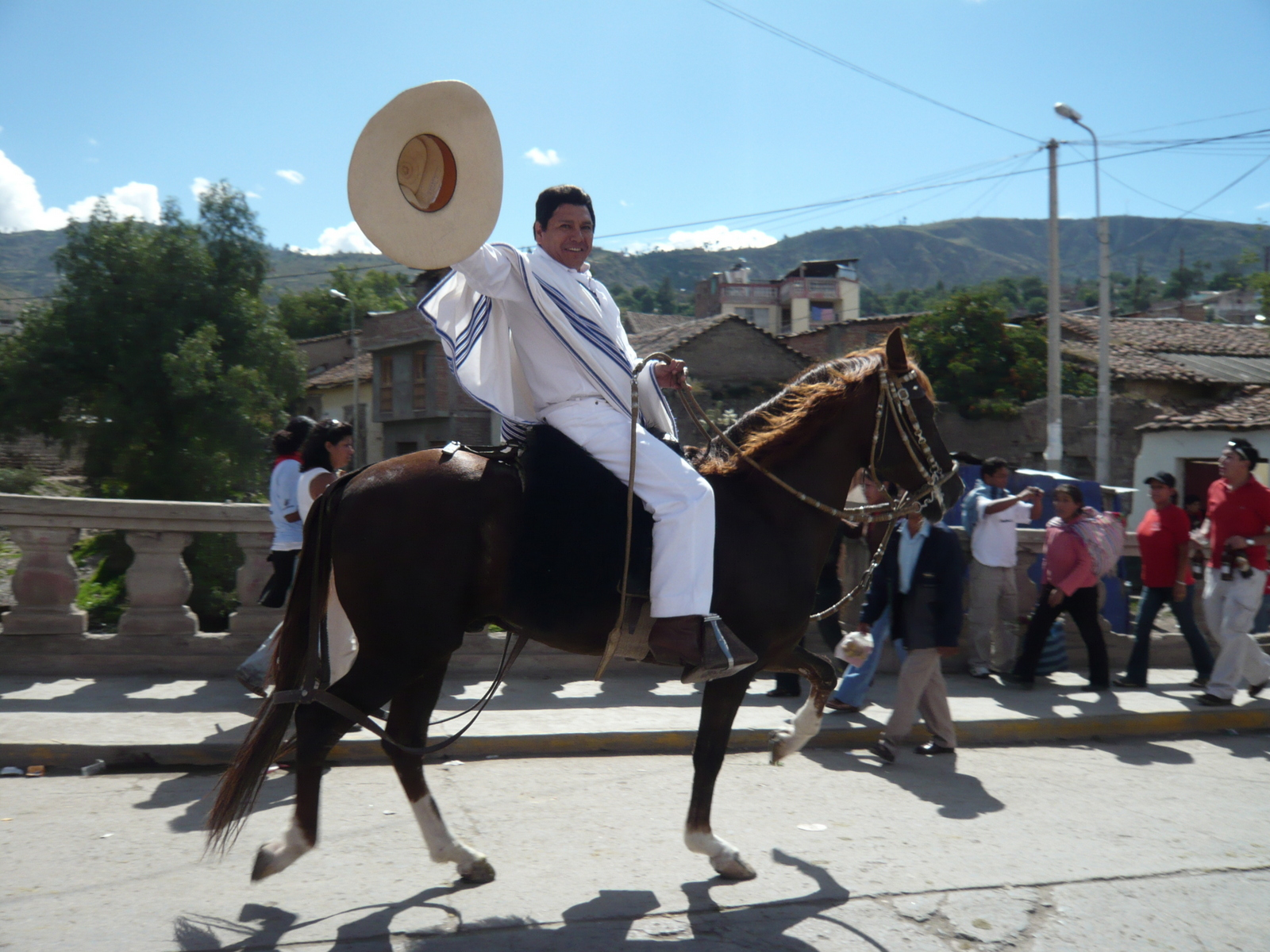
Morochuco Morochuco en la fiesta del jalatoro durante la Semana Santa en Ayacucho.

Los morochucos son los vaqueros de las llanuras de los Andes peruanos, que viven principalmente en el Departamento de Ayacucho. Para su sustento se dedican a la cría de ganado y a la doma de caballos. 
Los Morochucos son personajes íntimamente ligados al folclore ayacuchano, conocidos por su valentía, fuerza y habilidad como jinetes, habiendo tenido una protagónica participación en la guerra de independencia y la Campaña de la Breña en la guerra del salitre. Su máximo representante es el prócer Basilio Auqui.

## Orígenes e historia
Según una tradición popular, generalmente aceptada, los morochucos descienden de los almagristas derrotados en la Batalla de Chupas en 1542, quienes bajo el mando del joven hijo de Diego de Almagro, llamado por los cronistas Almagro el Mozo se habían rebelado contra la autoridad de la corona española sosteniendo con las tropas reales una sangrienta batalla en la llanura de Chupas, cerca de Huamanga donde pese a contar con una espléndida caballería y artillería fueron derrotados por las numéricamente superiores tropas de Cristóbal Vaca de Castro. 
Producida la derrota y temerosos de ser juzgados y condenados como traidores al rey fugaron hacia el sur de Chupas, a las frías pampas de Pampacangallo donde se mezclaron con los pueblos indígenas de la zona dando origen a un pintoresco pueblo denominado Pampacangallo, de jinetes mestizos quechuahablantes todos y algunos de rasgos muy marcadamente europeos (tez blanca y ojos azules), desde la llegada de los almagristas derrotados fueron un pueblo aficionado a los caballos, dedicándose a la ganadería e incluso al cuatrerismo y el rapto de mujeres. 
Fruto de la aclimatación natural de la especie, los caballos andaluces de los conquistadores dieron origen a una peculiar raza de abundante de pelaje y resistencia.

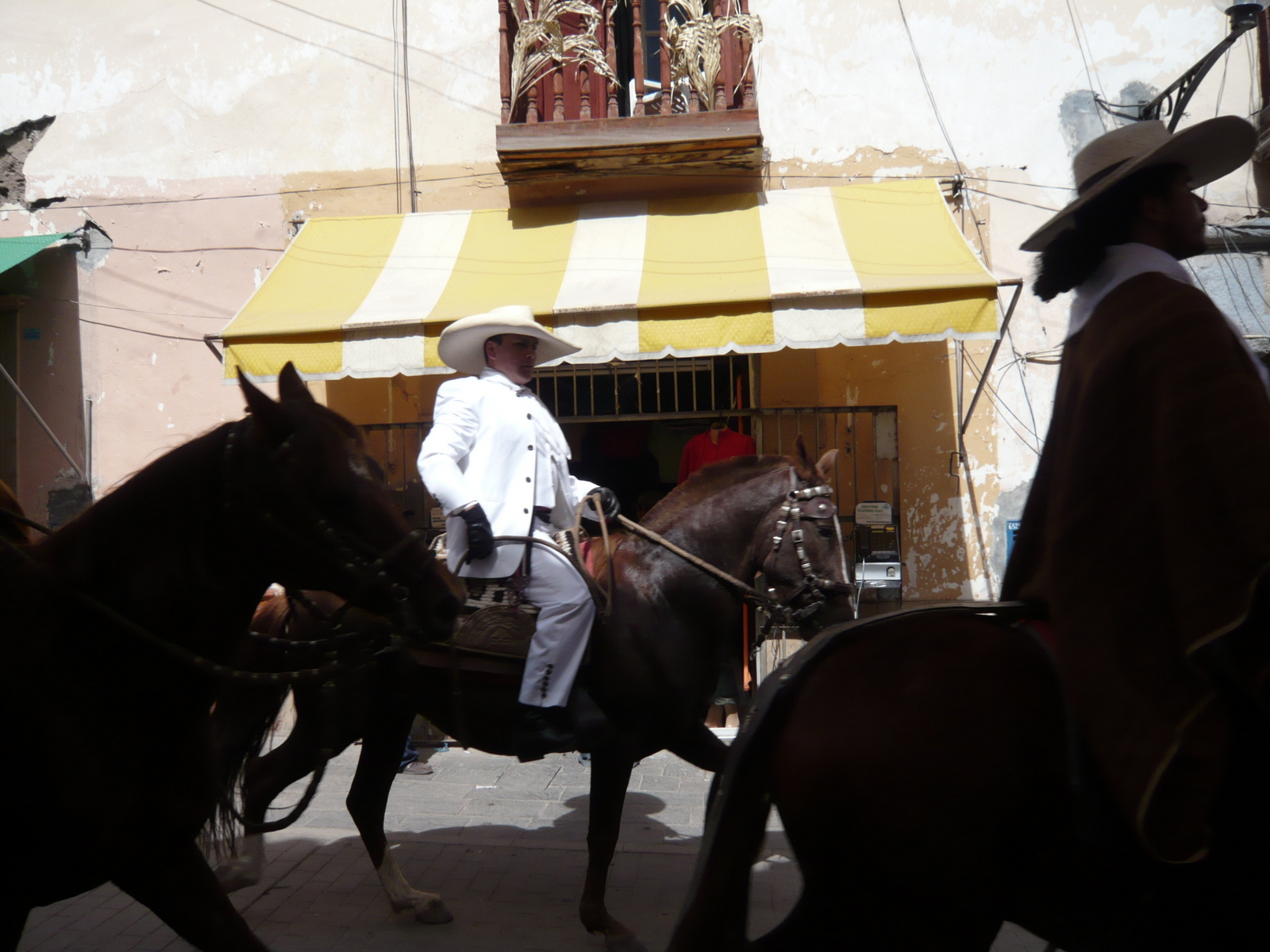
Morochuco.

## Indumentaria y costumbres
Su ropa se adapta al frío de los Andes. Llevan sombreros de ala ancha plana similares a las de los gauchos argentinos, por debajo del cual llevan un chullo (en quechua se denomina chucu o chuco) de colores (en quechua muru o moro), de ahí la palabra compuesta "morochuco", con los faldones ligada a la cara y una bufanda blanca de alpaca. En la mano llevan un látigo fabricado con cuero de res, llamado cocobolo, la parte de donde se sostiene está hecha de pequeñas tiras de cuero de res y en la parte superior lleva un pedazo de plomo cubierto con cuero de vaca. En el torso, llevan un chaleco negro o gris debajo de un poncho. Se ajustan a una tira o faja alrededor de la cintura y la rodilla negro botas altas con espuelas estrelladas. 
Ellos usan sus caballos para mover y rodear el ganado, o domar caballos salvajes. Disfrutan de las carreras de caballos y rodeos en sus fiestas, así como corridas de toros. También participan en las festividades en Ayacucho, especialmente durante el Sábado Santo, durante la Semana Santa, en una celebración llamada jalatoro, en la que los toros son liberados en las calles de Huamanga. Mientras que la gente juega y provoca a los toros, los Morochucos tiran de las cuerdas que les sostienen antes de que la gente pueda resultar herida.